# Nena (supercontinente)
Nena è un antico supercontinente che consisteva nei cratoni di Arctica, Baltica ed Antartico orientale.
Si formò circa 1,8 miliardi di anni fa a partire dal supercontinente della Columbia.
Nena è un acronimo che deriva da Nord Europa e Nord America.